# أوغورجا- بشيري
أوغورجا (بالكردية: Qorix) هي قرية تقع في قضاء بشيري بمحافظة بطمان في تركيا. يسكن القرية أكراد من قبيلة ريشكوتان، وبلغ عدد سكانها 122 نسمة حسب إحصاءات عام 2021. يسكن القرية الإيزيديون.

## المراجع

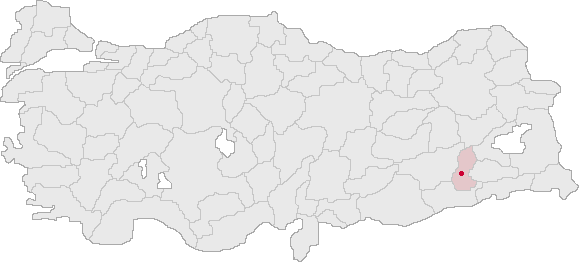
ولاية بطمان الواقعة أقصى جنوب شرق تركيا في منطقة كردستان تركيا.